# Corocito
Corocito är en ort i Honduras.   Den ligger i departementet Departamento de Colón, i den nordöstra delen av landet, 240 km nordost om huvudstaden Tegucigalpa. Corocito ligger 50 meter över havet och antalet invånare är 2 855.
Terrängen runt Corocito är platt norrut, men söderut är den kuperad. Terrängen runt Corocito sluttar norrut. Runt Corocito är det ganska tätbefolkat, med 172 invånare per kvadratkilometer. Närmaste större samhälle är Bonito Oriental, 5,1 km öster om Corocito. Omgivningarna runt Corocito är en mosaik av jordbruksmark och naturlig växtlighet.